# 滞納処分と強制執行等との手続の調整に関する法律
滞納処分と強制執行等との手続の調整に関する法律（たいのうしょぶんときょうせいしっこうとうとのてつづきのちょうせいにかんするほうりつ、昭和32年5月2日法律第94号）は、滞納処分と強制執行、仮差押の執行または担保権の実行としての競売との手続の調整を図るため、これらの手続に関する規定の特例を定めることに関する日本の法律である。通称、滞調法（たいちょうほう）。
法令番号は昭和32年法律第94号、1957年（昭和32年）5月2日に公布された。

## 構成
- 第1章　総則（第1条～第2条）
- 第2章　滞納処分による差押えがされている財産に対する強制執行等  
  - 第1節　動産に対する強制執行等（第3条～第11条の2）
  - 第2節　不動産又は船舶等に対する強制執行等（第12条～第20条の2）
  - 第3節　債権又はその他の財産権に対する強制執行等（第20条の3～第20条の11）
- 第3章　強制執行等がされている財産に対する滞納処分
  - 第1節　動産に対する滞納処分（第21条～第28条の2）
  - 第2節　不動産又は船舶等に対する滞納処分（第29条～第36条の2）
  - 第3節　債権又はその他の財産権に対する滞納処分（第36条の3～第36条の14）
- 第4章　雑則（第37条）
- 附則